# レックアイ
株式会社レックアイ（英: ReCI, Inc.）は、東京都に本社を置く独立系のパッケージメーカー。
住産業に特化したWebサイト制作、BPO（ビジネス・プロセス・アウトソーシング）業務、RPA（ロボティック・プロセス・オートメーション）業務等も手がける。

## 概要
2003年11月7日創業。
自社製品のパッケージをベースとしたシステム開発、導入教育など基幹系業務システム導入、導入後の運用サポートにとどまらず、RPA（ロボティック・プロセス・オートメーション）導入支援、法令改正に関する情報提供を含めて一貫して行う「住産業界向けITトータルソリューションサービス」を提供。
主力製品は、不動産デベロッパーの仕入れ・販売・契約・入金等の各業務を統合管理する「Re（アールイー）」シリーズ、不動産売買仲介の物上げ・販売・契約・入金等を統合管理する「ＢＭＳ（ビーエムエス）」シリーズ、マンション管理会社の各業務（総会管理・作業管理、工事管理等）を統合管理する「CoＭS」シリーズ。
自社製品をベースとした大規模なシステム構築を手掛けるかたわら、近年はクラウド事業におけるシステムの短期導入やRPA事業

にも注力しており、不動産大手企業を中心に300社以上のシステム構築を手がけている。

## 名称・ロゴマーク
創業時の社名リアルチェンジイニシアティブ（Real Change Initiative）は、「革新の先導役」を意味しており、ロゴのReCIはその頭文字。
Reは「Real Estate」を表現し、Re（住産業）のChange（変革）のInitiative（先導役）を果たすことを表す。2006年ロゴの呼称でもあった、レックアイに社名変更。

## 沿革
- 2003年（平成15年）11月 - 株式会社リアルチェンジイニシアティブを東京都中野区に設立
- 2003年（平成15年）11月 - 業務改善ITコンサルティングサービス開始
- 2004年（平成16年）5月 - 豊島区池袋に移転
- 2004年（平成16年）4月 - 不動産デベロッパー向け見込客・営業支援システム「ReSFA（レスファ）」開発
- 2004年（平成16年）12月 - 物件ホームページ制作サービス開始
- 2005年（平成17年）5月 - 不動産デベロッパー向け販売契約管理システム「ReCM（レックエム）」開発[2]
- 2006年（平成18年）8月 - 豊島区西池袋に移転
- 2006年（平成18年）8月 - 株式会社レックアイに社名変更
- 2007年（平成19年）2月 - 土地情報・プロジェクト収支管理システム「RePRO（レプロ）」開発[3]
- 2007年（平成19年）10月 - 住宅購入資金計算システム「ReCALC」開発[4]
- 2008年（平成20年）2月 - 豊島区南池袋に移転
- 2008年（平成20年）8月 - マンション管理業務支援システム「CoMS（コムズ）」開発[5]
- 2010年（平成22年）4月 - 不動産売買仲介支援システム「ＢＭＳ（ビーエムエス）」開発[6]
- 2011年（平成23年）5月 - 「ＢＭＳ」クラウド提供開始[7]。
- 2011年（平成23年）10月 - 別館（豊島区南池袋）を増設
- 2015年（平成27年）5月　- ＫＫＳ稼働管理システム開発
- 2015年（平成27年）5月　-「RMS（アールエムエス）」開発[8][9]
- 2016年（平成28年）12月 - 物上げ支援サービス「ReCRD」開発
- 2018年（平成30年）3月 -  RPAソリューション「不動産業務ロボ」開発[10]
- 2018年（平成30年）11月 - 売買仲介支援システム「BMS」が「業種別ITソリューション市場」不動産売買仲介システムで市場占有率1位を獲得[11]
- 2018年（平成30年）12月 - モバイル端末対応機能「BMSーM（ビーエムエスーエム）」を開発。不動産売買仲介支援システムBMSに連携。
- 2019年（令和1年）1月 - 住宅購入資金計算システム「ReCALC」フルリニューアル開発
- 2019年（平成30年）2月 - RPAソリューション「不動産業務ロボ」シリーズ【賃貸ロボ】開発[12][13]
- 2021年（令和3年）4月 - 来場アンケートシステム「ReQA」開発[14][15]
- 2021年（令和3年）5月 - 不動産売買仲介支援システム「BMS（ビーエムエス）」にマネジメントダッシュボード機能を追加開発[16]

## 製品

### Ｒｅシリーズ
土地情報・プロジェクト収支管理システム「RePRO」
用地情報、建物概要、事業工程、事業収支、部屋情報などを一元的に管理し、事業の進捗にあわせて収支の履歴閲覧（仕入れ時、販売時、着工、上棟、竣工など）、原価関連の契約・支払手続き、支払伝票自動起票、など一連の各業務の管理
見込客・営業支援システム「ReSFA」
モデルルーム来場者やインターネット反響者等の見込客情報を一元的に管理する「CRM」（顧客情報管理システム）と、効率的な営業活動や集計業務を支援する「SFA」（営業部門の効率化システム）とを一体化させた住宅・不動産営業支援システム。
販売契約管理システム「ReCM」
不動産売買契約済の顧客の情報を一元管理し、おさえ・予約・契約、営業入金、住宅ローン、登記、諸費用積算・請求・精算、鍵引渡等の各業務の進捗管理、入金データ会計連動を行う。
住宅購入資金計算システム「ReCALC」
住宅購入時の本体価格・諸費用の住宅ローン返済額のシミュレーション、値引き時の消費税再計算、住宅ローンの保証料テーブル等の全社統一管理
来場アンケートシステム「ReQA」
販売事務所(モデルルーム)での来場者アンケートをタブレット端末から直接入力し、見込み客管理・営業支援システム「ReSFA」に連携。顧客のモデルルームでの滞在時間短縮を図り、営業担当のシステムへの手入力の手間を省く。
アフター管理システム「ReAFTER」
入居者からの、建築上の不具合の受付、その案件の終了までの経過・担当者・費用負担等、関係部署間で情報を共有、マンション、部位、施工業者、別の発生頻度管理、受付から終了までの期間の把握、指定期間内での発生状況、現時点仕掛案件の管理
ストック物件管理システム「ReSTORE」

### BMSシリーズ
物上げ支援システム「BMS-T」
仕入見込物件情報、集合住宅括り、地域別・物件別検索、DM出力、売り見込客連携などの物上支援を行う。
物件管理システム「BMS-P」
不動産仲介物件情報・売主情報を一元管理し、自社サイト、各不動産ポータルサイトへ連動し情報を流通させる。売主・買主の連携、各種帳票「売主媒介契約書」「媒介活動履歴」「営業媒介活動報告書」管理も行うことから、物件管理と取引管理の位置づけとなる。
顧客管理システム「BMS-S」
売り、買い顧客を統合管理し、反響の単位にランク、担当店舗・担当営業者、営業交渉履歴（コンタクト情報）、売却時は相談物件、購入時は購入希望情報が配置される。また、顧客を一覧表示し、マスマーケティング（一斉同報、DM出力、CSV出力）支援が可能
契約管理システム「BMS-C」
契約承認（契約許可願申請・承認機能）、重要事項説明・不動産売買契約（重説・売契作成・申請・承認機能、契約完了機能）、契約内容変更（内容変更許可願申請・承認機能）、入出金（入金引当機能、支払要請・承認機能）、決済（決済完了機能）、解約（解約許可願申請・承認機能）の管理
物件サイト管理システム「BMS-WEB」
不動売産買仲介業のホームページの情報更新・公開をするCMS。資料請求数アップにつながるユーザー用ツールを完備し、仲介物件の検索、一覧・物件詳細表示・お問い合せフォームなどを搭載
モバイル連携システム「BMS-M」
BMS本体と連携しモバイル端末からの物件情報・顧客情報の閲覧、メール送受信を行う
買取再販システム「RMS」
買取再販業務を統合的に管理。売り顧客コンタクト履歴、買取契約、事業収支管理、出荷処理を行う。買い顧客・販売契約管理はBMSに連携する。

### CoMSシリーズ
データ管理システム「CoMS-D」
CoMSを動作させるための情報基盤。業務に関わる主要な文書を体系的に格納し、情報の「引き出し」として、日常業務の中で利用者が意識せずに更新され、履歴が蓄積される
事務管理システム「CoMS-J」
会社標準の標準総会手順を定め、それに則って業務を進めることにより一定以上のサービス品質を確保する。理事会、総会の議案・議事録作成等の業務標準化、マンション管理適正化法対応を行う
施設管理システム「CoMS-S」
施設管理における管理委託契約の完全履行を目的とする。定期的な作業を管理し、電気や水道など、これが止まると作業ができない（例えば水道が止まれば定期清掃ができないなど）の作業を「先組」、それ以外を「後組」としてメールを利用し二段階でスケジュール調整。掲示物、配布物の出力、作業の実施から作業速報、協力会社への支払を管理
長期修繕計画管理システム「CoMS-K」
長期修繕計画、小規模工事の売上、原価、利益管理、工事工程管理、修繕積立金資金シミュレーション、工事内容の詳細履歴を管理

## サービス

### 不動産業務効率化RPAソリューション
業務効率化の計画策定、定型業務の可視化、RPA活用支援
- 不動産売買ロボ
- 不動産賃貸ロボ

「不動産業務ロボシリーズ」の特徴
不動産業界の事務処理業務との親和性が高く、コスト削減に効果がある。
不動産業界の事務処理業務全般に効果が期待でき、定形業務(日次、週次、月次、年次)を24時間365日休むことなく正確に行うことができる。
既存の資産との親和性が高い
パソコン上で操作する範囲はロボに代替することができる。既に導入している社内システムやファイルサーバ上のExcel、Accessなどの資産と連携ができるなどの特徴があり、一般的なシステム構築より廉価・短期に導入が可能。さらに、業務変更にも廉価・短期に対応ができる。

### セールスプロモーション
- WEBサイト制作・CMS構築

住産業に特化したWEB制作サービスを展開。主に、販売用物件サイト、ブランドサイト、コーポレートサイトを構築する。アクセス解析や広告効果分析にも対応しており、結果に応じたメンテナンスも行う。
WEB事業は、創業当初から継続しており、累計で1,000サイトを超える制作実績がある。昨今では、業界の垣根を超えたサービスにも着手しており、大規模病院のサイト構築や旅館・ホテルのサイト構築なども手がけている。

## IoT

### IoT稼働監視ソリューション
KKS（ケーケーエス）
- 設備管理等担当あるいは緊急対応、コールセンター部門において管理する設備の状態を監視
- KKS（稼働監視システム）から出力される不調判定情報をもとに設備修繕担当に対応指示し、迅速かつ的確に対応する。
- 蓄積された稼働データ、不調判定データより信頼性確保と経済性を両立する維持管理計画の策定を目指す。

「KKS（ケーケーエス）」は、建物の設備（例　給排水ポンプなど）の稼働信号（設備のON/OFF）を簡単な方法で検知し、通信等を介し蓄積されたデータから当社独自の分析ロジックにより、設備および構成部品の不調判定を行う。
従来の人による属人的な点検ではなく、数値による不調判定により故障する前に検知可能となり、その結果、機能を確実に維持しつつ、一方不要な修繕をしないことで修繕費等の管理費を適切なものとすることができる。
１．故障（サービス支障）時間を短縮
監視対象の設備の稼動信号（運転の様子）をデータベースに常時取込み、分析し、変調（異常）をリアルタイムで検知。
変調（異常）がわかるとその原因を推測し、サービスに支障が出ないようにあらかじめ決めた対応方針を示す。
２．設備維持費を抑える
施設の設備・装置が持つ寿命を最大限に引き出すことを目指します。そのことで長い目で見て設備維持費をさげる。
設備稼働監視システムを弊社クラウドサーバーに保有するため初期コストが発生するが、管理対象設備・装置が多い場合は人による点検と比較して割安になる。
３．修繕の必要性と方針を明確にし、中長期の修繕計画も合理的に作成
長い期間の設備の稼動信号を分析することで、経年劣化の様子や、修繕の必要性を判定。
修繕・交換は「予防保全」の名のもとに一律に「早めの時期」に実行するのではなく、設備毎の使われ方・稼働の様子に合わせて修繕・交換時期／方針を決定。

## 取引実績
旭化成グループ、イオングループ、小田急電鉄グループ、京急電鉄グループ、ＴＨＥグローバル社グループ、ＪＲ西日本グループ、住友商事グループ、住友林業グループ、相鉄グループ、大京グループ、大成建設グループ、大和地所グループ、大和ハウスグループ、東急電鉄グループ、東京建物グループ、東武電鉄グループ、野村不動産グループ、長谷工グループ、三井不動産グループ、三菱地所グループ、ミライベートグループ、明和地所グループ、プロポライフグループ、矢作建設グループ、リストグループ、ワールドホールディングスグループ
（あいうえお順・敬称略）

## 労働問題
専門業務型裁量労働制の従業員が2017年夏季休暇中自宅でくも膜下出血で死亡し労災が認定された

2020年東京都産業労働局が推進する「テレワーク東京ルール」実践企業宣言制度宣言書取得（東京都のテレワーク戦略ビジョンを踏まえ、各企業の実情に応じて、テレワーク勤務やテレワークデーを設定）